# 커트 맥키니
커트 맥키니(Kurt McKinney, 1962년 2월 15일 ~ )는 미국의 배우, 영화배우, 텔레비전 배우, 태권도 선수, 킥복싱 선수이다.
루이빌에서 태어났다.

## 영화
- 카니발 노리지 (2002년)
- 큐피드 앤 케이트 (2000년)
- 가딩 라이트 (1994 - 2009년)
- 복수 선언 (1993년)
- 특명 어벤저 (1986년) - 제이슨 역
- 애즈 더 월드 턴즈 (1956년)